# SBus

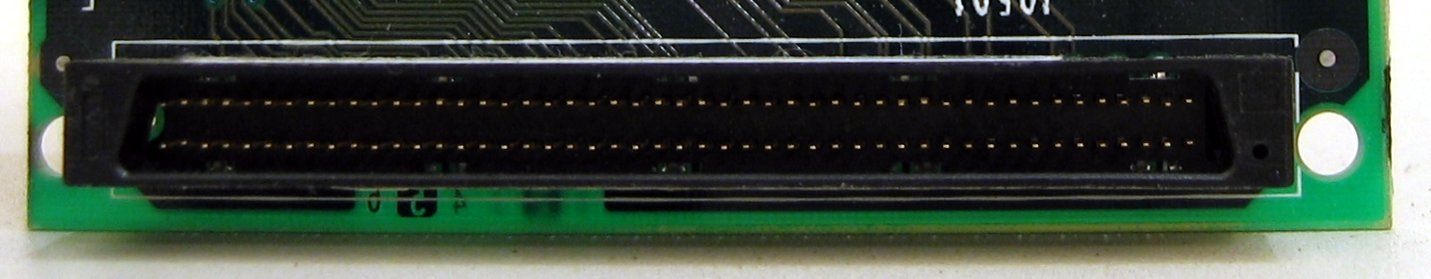
Konektor sběrnice SBus

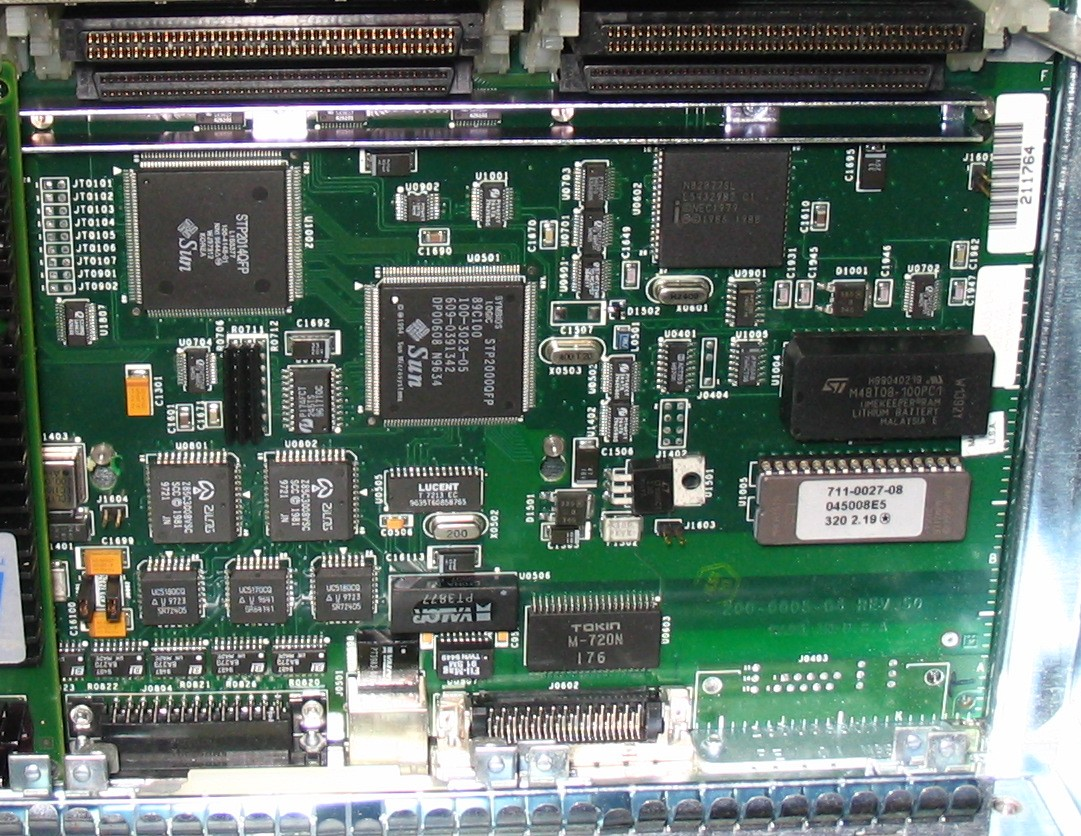
Čtveřice konektorů SBus na jedné desce

SBus byla sběrnice používaná na pracovních stanicích s procesorem architektury SPARC vyráběných firmou Sun Microsystems od roku 1989, kdy nahradila v nových stanicích SPARCstation 1 sběrnici VMEbus, do roku 1997, kdy ji nahradila sběrnice PCI. Původně se jednalo o 32bitovou sběrnici, ale s příchodem 64bitových procesorů UltraSPARC byla sběrnice upravena na dvojnásobný takt, aby přenášela 64 bitů.